# Hymenopenaeus propinquus
Hymenopenaeus propinquus är en kräftdjursart som först beskrevs av De Man 1907.  Hymenopenaeus propinquus ingår i släktet Hymenopenaeus och familjen Solenoceridae. Inga underarter finns listade i Catalogue of Life.